# Orgilus resplendens
Orgilus resplendens är en stekelart som beskrevs av Taeger 1989. Orgilus resplendens ingår i släktet Orgilus och familjen bracksteklar. Inga underarter finns listade i Catalogue of Life.